# Stewartia pseudocamellia
Stewartia japonais
Espèce
Stewartia pseudocamellia, également connu sous le nom de Stewartia coréen, Stewartia japonais, ou camélia à feuilles caduques, est une espèce de plantes à fleurs de la famille des Theaceae. C'est un arbre originaire du Japon (sud de Honshū, Kyūshū, Shikoku) et de Corée. 

## Noms
Il est appelé natsutsubaki ( ナツツバキ  , "camélia d'été") en japonais et nogaknamu ( 노각나무, "overripe cucumber tree") en coréen. 
L'épithète latine spécifique pseudocamellia fait référence à la ressemblance de ses fleurs avec celles du camélia. 

## Description
Il s'agit d'un arbre à feuilles caduques de petite à moyenne taille, atteignant 10 à 15 m de haut (il dépasse rarement 18 m) ,. Il possède souvent plusieurs troncs ou des troncs ramifiés bas. L'écorce rose, rouge-brun et grise, est de texture lisse et se desquame à mesure que le sujet vieillit. Les arbres sont de forme pyramidale ou arrondie avec un feuillage de couleur vert foncé. Les jeunes troncs ont une forme en zigzag avec des bourgeons aplatis et divergents. Les feuilles font entre 4 et 12cm de long et entre 2,5 et 5cm de large, disposées alternativement sur les tiges avec une forme elliptique et des bords finement dentelés. À l'automne, le feuillage devient jaune, rouge ou violet. Les fleurs font jusqu'à 8cm de large et possèdent cinq pétales blancs à anthères orange; ils ont la forme de ceux du camélia qui lui est apparenté, ronds et plats à quelque peu en forme de coupe. L'arbre fleurit en été, généralement de juin jusqu'à fin août. Chaque fleur est de courte durée, mais elles sont nombreuses et s'ouvrent pendant plusieurs semaines. Le fruit est une capsule brune, de forme triangulaire à quatre ou cinq angles , . 

## Variétés
Il existe deux variétés, : 
- Stewartia pseudocamellia var. japonica Maxim. Japon. Fleurs ouvertes en forme de coupe.
- Stewartia pseudocamellia var. koreana (Nakai ex Rehd. ) Sealy. Corée. Les fleurs s'ouvrent à plat. Souvent traitée comme une espèce distincte S. koreana Nakai ex Rehd., Principalement en Corée[3].

## Culture
Stewartia pseudocamellia est un bel arbre ornemental qui pousse mieux dans les sols organiques riches avec un bon drainage et une humidité constante tout au long de l'année. Il est cultivé en plein soleil, mais dans des conditions chaudes et sèches, il pousse mieux sous une légère ombre pendant l'après-midi. Lorsqu'il est cultivé avec un tronc simple, il prend une forme plus pyramidale tandis que les plants à troncs multiples ont tendance à ne pas s'élever et à s'étendre horizontalement, c'est pourquoi il peut être utilisé en arbuste en bordure. Il peut s'élever jusqu'à 21m dans la nature au Japon mais reste un sujet de taille moyenne en culture. 
Stewartia pseudocamellia a été introduit comme arbre ornemental en Occident en 1874. C'est un arbre très rustique puisqu'il a survécu à des hivers aussi froids que -30 °C.

## Galerie

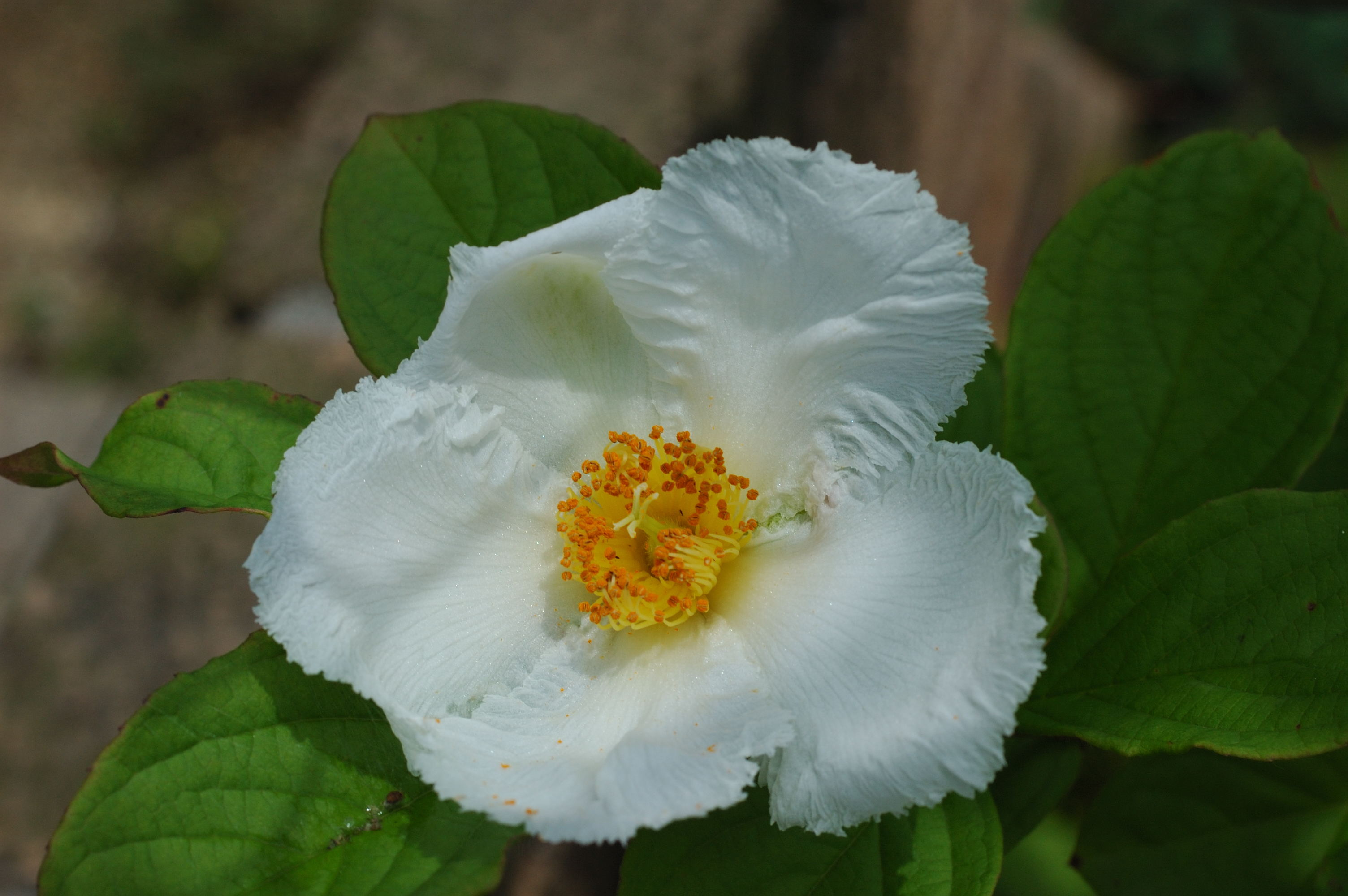
Fleur.
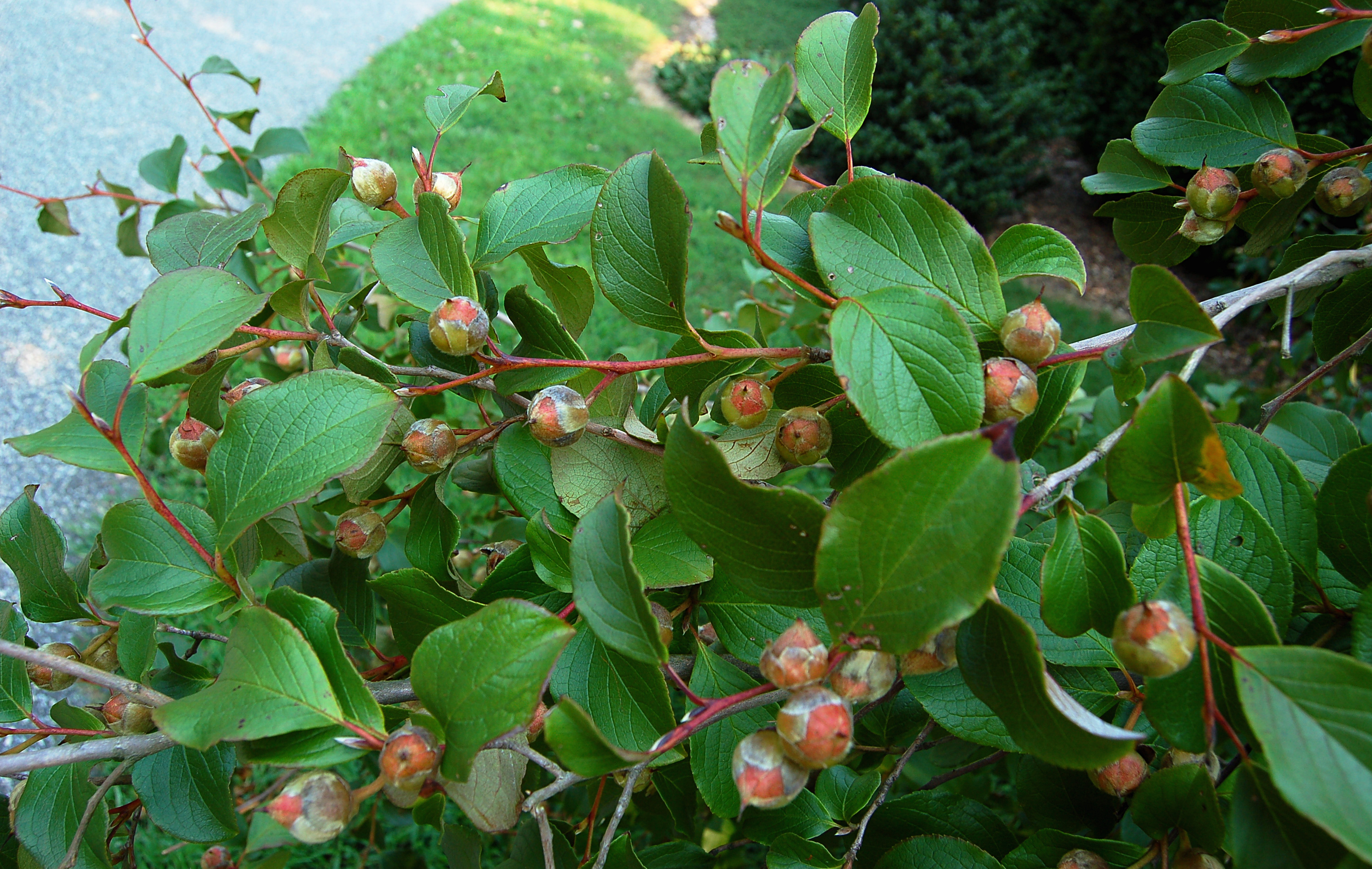
Feuillage et fruits.
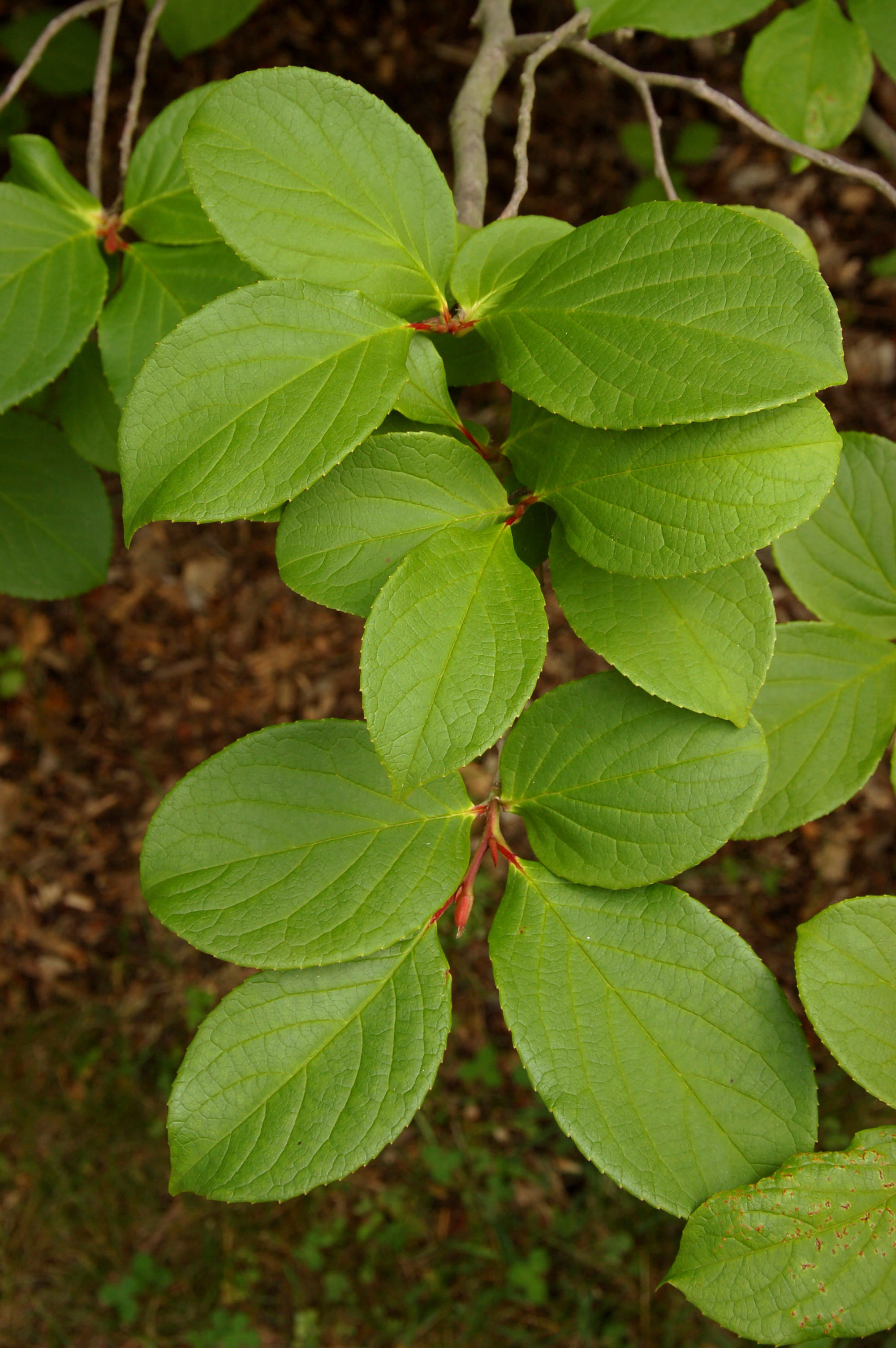
Feuillage.
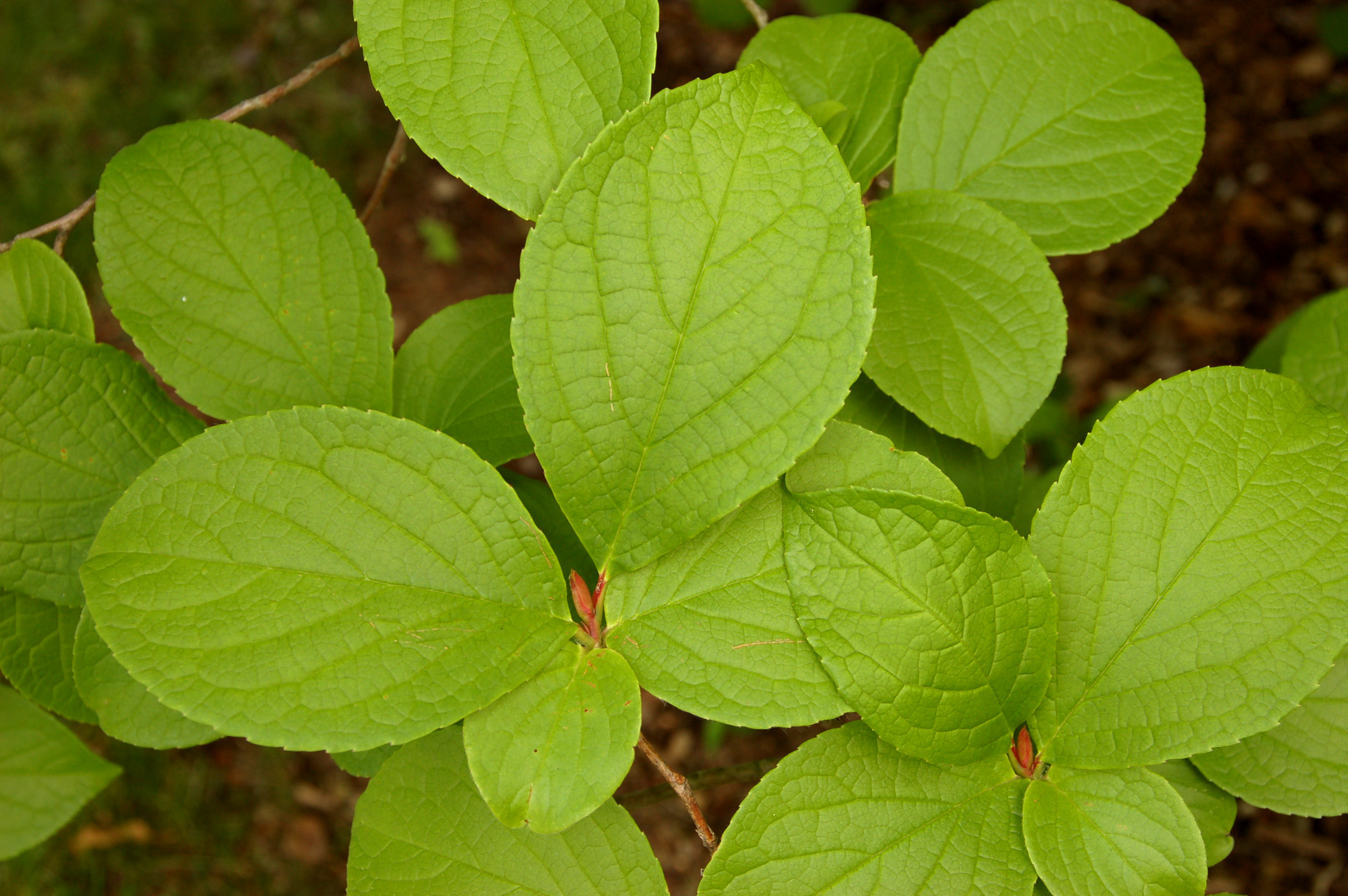
Gros plan du feuillage.
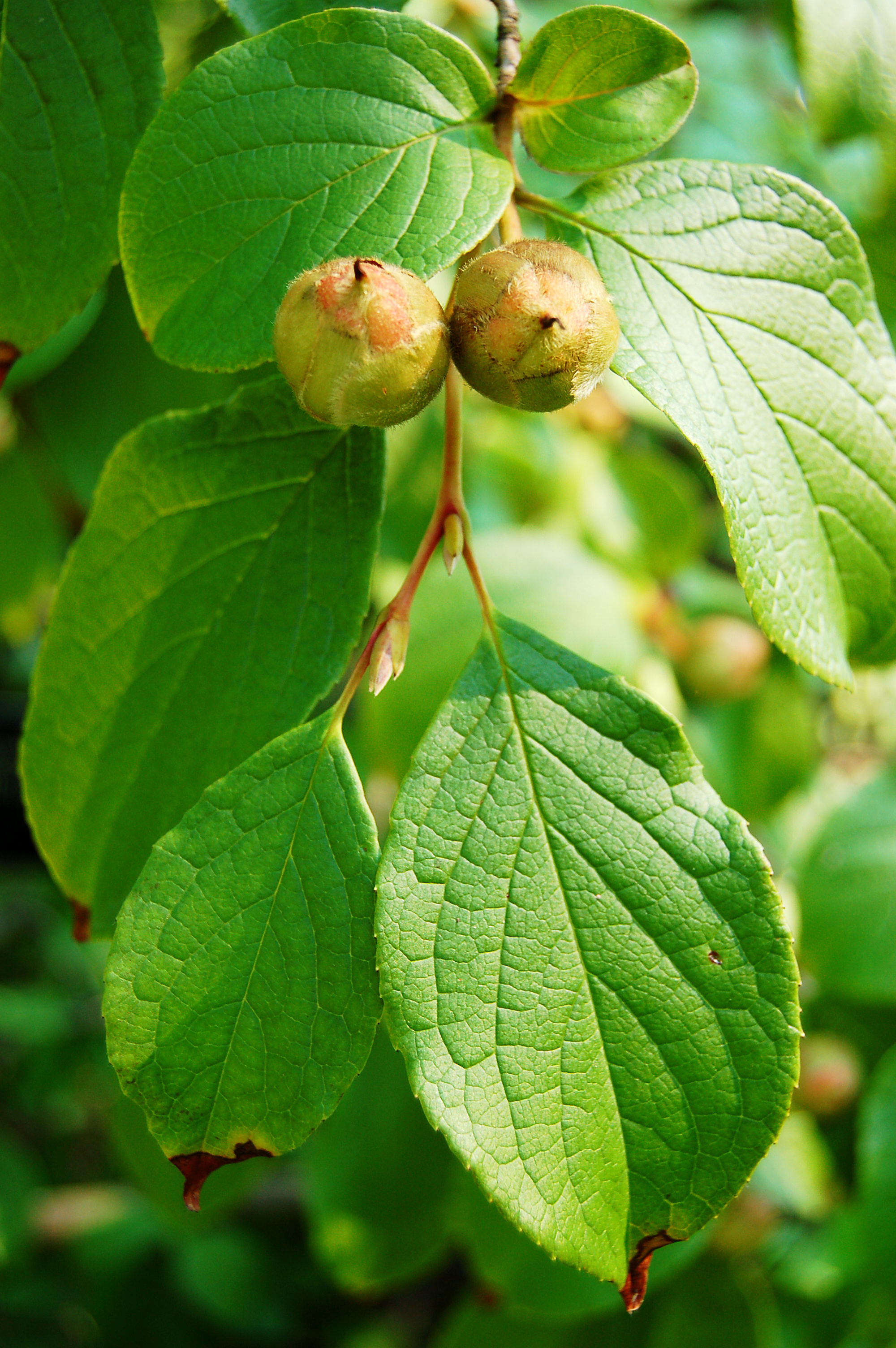
Feuillage et fruits.
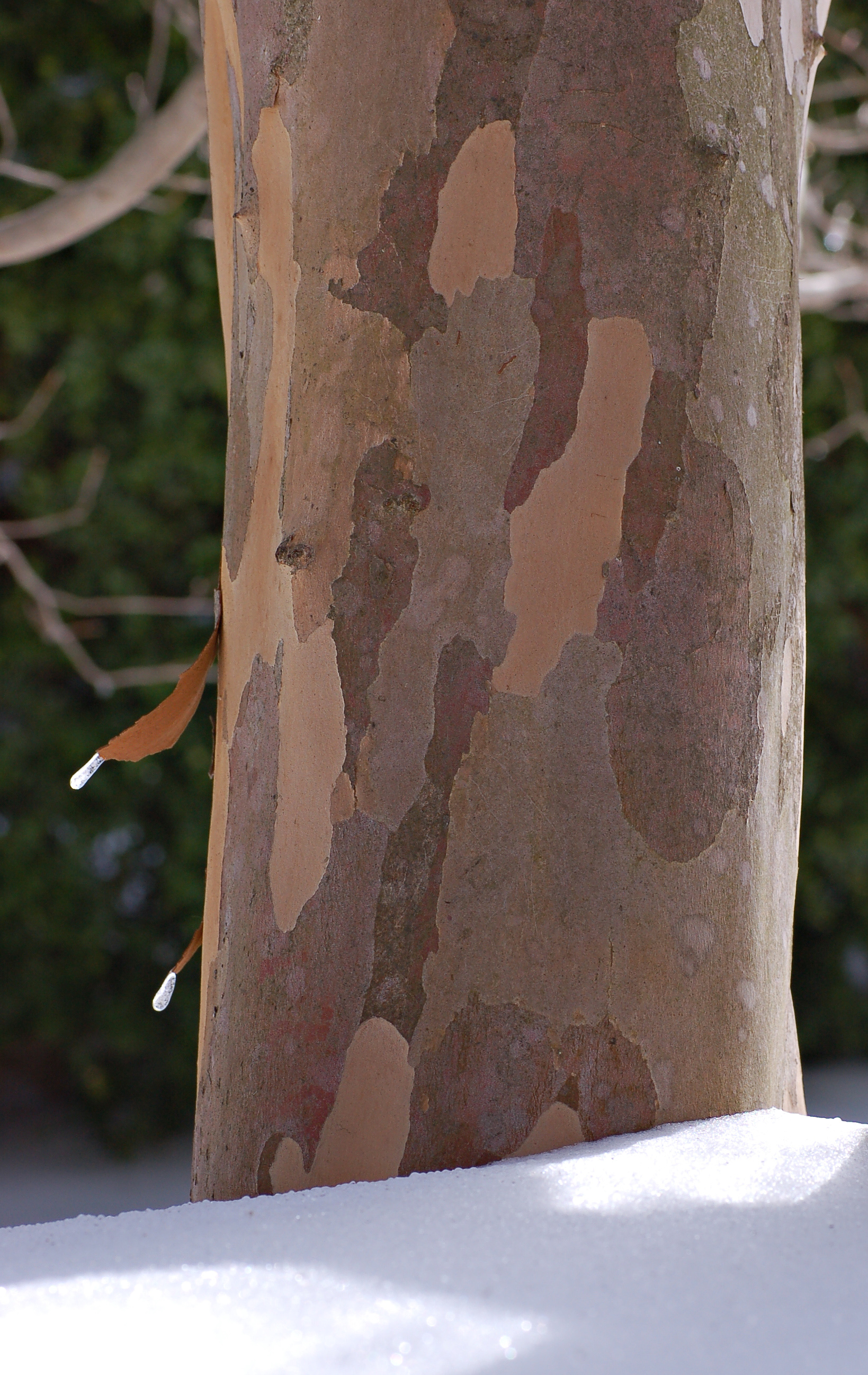
Tronc et écorce distinctive.
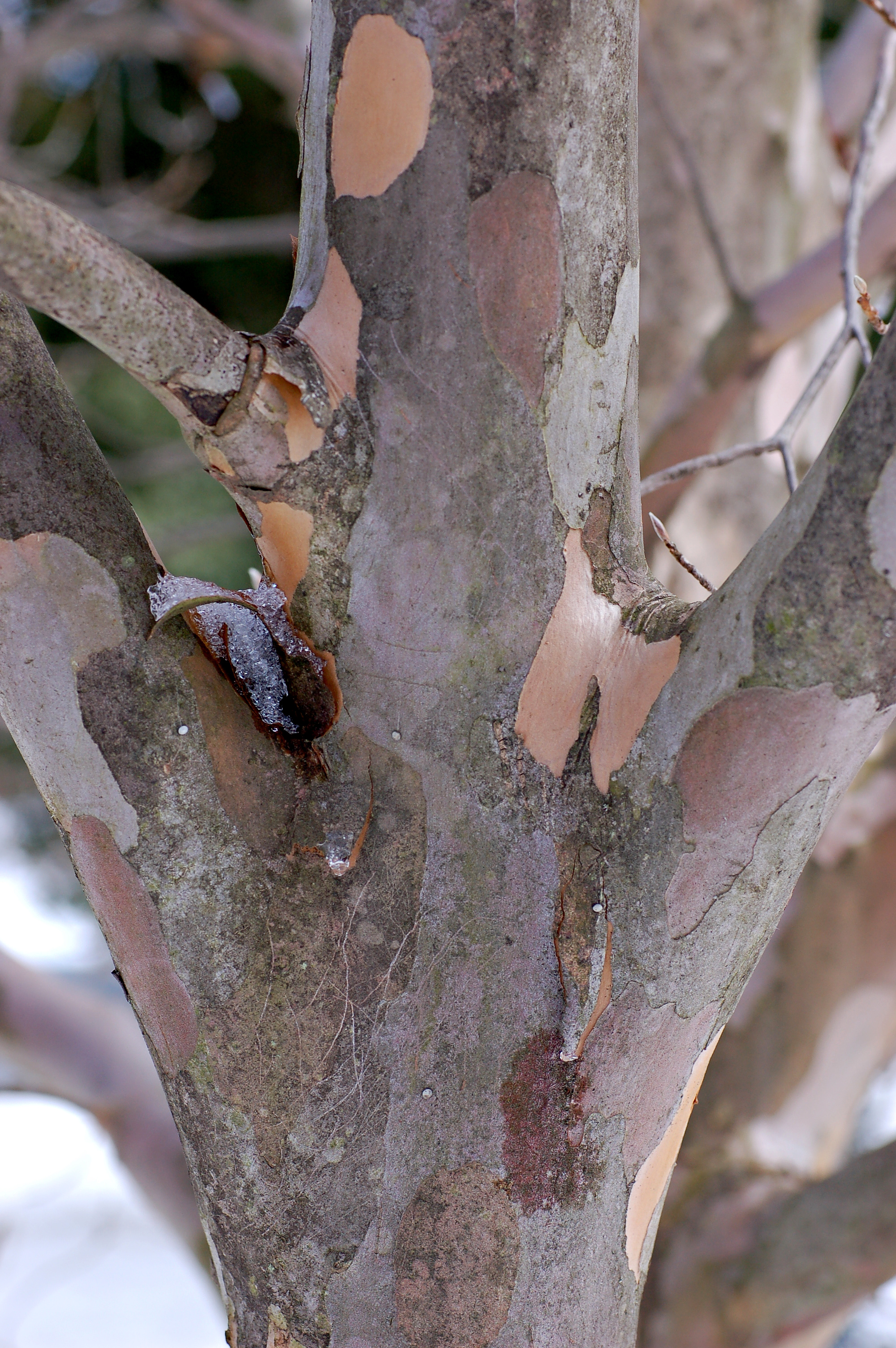
Ramification du tronc.
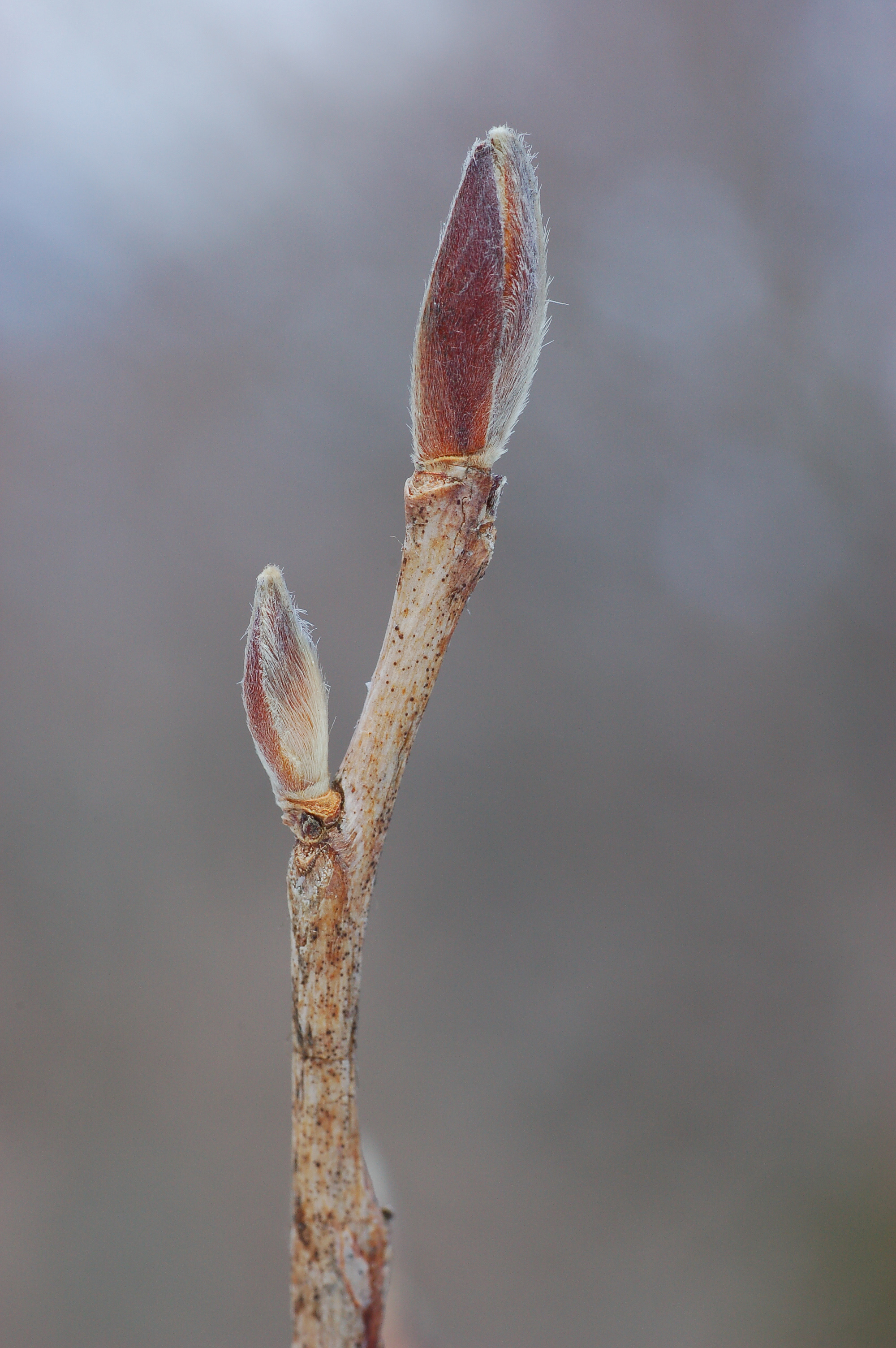
Un bourgeon au début du printemps.